# Lagenicella marginata
Lagenicella marginata is een mosdiertjessoort uit de familie van de Teuchoporidae. De wetenschappelijke naam van de soort is voor het eerst geldig gepubliceerd in 1930 door Canu & Bassler.